# The Attic
The Attic är en svensk musikduo som består av Eric Amarillo och Michael Feiner. Dom har skrivit låtar till ett flertal svenska och utländska artister och evenemang. Bland dessa märks artisterna Nevada, Axwell och Sebastian Ingrosso samt titelmusiken till TV4s Fortet ("I Just Can't Help It") och Melodifestivalen ("The Festival Theme").
Amarillo och Feiner, bägge födda 1971, växte upp som bästa vänner och klasskamrater i Kullavik söder om Göteborg. Innan de påbörjade sitt professionella samarbete 2000 hade bägge lagt sina musikkarriärer bakom sig.
De har givit ut ett flertal singlar och släppte den 8 november 2006 sitt debutalbum The One. Bland singlarna har "In Your Eyes", "I Just Can't Help It" och "Destiny" blivit mest uppmärksammade, sålda och spelade. Gruppen ger ut och marknadsför sin musik genom skivbolaget Starbuster Music och EMI. I Melodifestivalen 2007 deltog de med sin låt "The Arrival" tillsammans med Therese Grankvist, men gick inte vidare från den tredje deltävlingen i Örnsköldsvik den 17 februari 2007.
Dom har även komponerat intromusiken till Melodifestivalen sedan 2006.